# Ejendomsretlige tvister
Artiklen om ejendomsretlige tvister behandler to situationer. Den første situation angår spørgsmålet om vindikation eller ekstinktion. Den anden situation angår dobbeltsuccession; en type dobbeltsuccession er dobbeltsalg.

## Vindikation eller ekstinktion

### Vindikation
Vindikation er et formueretligt begreb. Vindikation drejer sig om den situation, hvor en genstands oprindelige ejer ad rettens vej kræver sin retmæssige ejendom tilbage fra en uretmæssig indehaver. Den oprindelige ejer stiller et vindikationskrav mod genstandens nuværende ejer.
Vindikation er lovfæstet i Danske Lov 6-17-5.

### Ekstinktion
Ekstinktion er det modsatte af vindikation. Ekstinktion betyder, at genstandens nuværende ejer får ret til at beholde genstanden. Vindikation er det modsatte af ekstinktion. Den oprindelige ejers vindikationskrav kan afvises, hvis den oprindelige ejer ved uforsigtighed har overladt genstanden til nogen, som han måtte formode ville disponere uretmæssigt over den. I sådanne tilfælde har domstolene undertiden ladet den, der har erhvervet genstanden i god tro, afvise den oprindelige ejers ejendomsret, hvilket kaldes ekstinktion.

### Spørgsmål om vindikation eller ekstinktion
Spørgsmål om vindikation (til fordel for genstandens oprindelige ejer) eller ekstinktion (til fordel for genstandens nuværende ejer) er især relevant ved den form for hæleri, hvor genstandens nuværende ejer var i god tro, da den nuværende ejer købte genstanden. Relevante bestemmelser i Danske Lov er 5-7-4 og 5-8-12. For en salgsgenstand, som sælger har solgt med ejendomsforbehold gælder som hovedregel, at sælger har ret til at kræve salgsgenstanden tilbage fra tredjemand, selv hvis tredjemand er i god tro.

## Dobbeltsuccession
Dobbeltsuccession betegner en tingsretlig konflikt. Konflikten består mellem to el. fl. indbyrdes modstridende rettigheder over et formuegode, når disse rettigheder hidhører fra samme person, fx ved dobbeltsalg. Den af de to erhververe, der ikke vinder ret til aktivet, har et (obligationsretligt) erstatningskrav mod den person, som begge erhververe har afledt ejendomsretten fra. Dobbeltsuccession forekommer fx, hvis to eller flere personer erhverver deres ret fra samme person; især hvis den oprindelige ejer sælger genstanden. Herefter vil den oprindelige ejers kreditor så foretage udlæg i genstanden.

### Dobbeltsalg
Dobbeltsalg udgør en tingsretlig problemstilling. Dobbeltsalg forekommer, hvor den oprindelige ejer sælger den samme speciesgenstand til to forskellige købere. Det væsentlige er, at en speciesgenstand er unik, så det er ikke muligt at finde en kopi af speciesgenstanden, som den anden køber kan få.
Ved dobbeltsalg er hovedreglen, at den første køber har ret til speciesgenstanden.

## Eksterne links
- vindicere — Ordbog — ODS
- ekstinktion — Ordbog — Den Danske Ordbog
- dobbeltsalg — Ordbog — ODS